# Auchenmalg
Auchenmalg es una entidad de población escocesa del concejo de Dumfries y Galloway.

## Historia
El lugar aparece descrito en el primer tomo del Novísimo diccionario geográfico, histórico, pintoresco universal (1863) con las siguientes palabras:

AUCHENMALG, lugar marítimo de Escocia, condado de Wigtown, distrito de Rhyns, parroquia de Old-Luce, en el fondo de una abrigada bahía.